# Europaturm
Europaturm je 337,5 m vysoká telekomunikační věž (o 4,5 metrů vyšší než Tokyo Tower) v severním Frankfurtu nad Mohanem. Po Fernsehturm v Berlíně je druhou nejvyšší stavbou v Německu.
První návrh věže pochází od Johannese Möhrleho, později v roce 1974 byl původní návrh přepracován Peterem Metzgerem a Erwinem Henlem. Výstavba začala v roce 1974 a skončila o 4 roky později. Po dokončení měla věž výšku 331 m a byla nejvyšší stavbou v Západním Německu. Bez antény má věž výšku 295 m. Při úrovni terénu má železobetonová nosná konstrukce šířku 59 metrů, což je nejvíc z podobných staveb na světě. V roce 2004 byla vyměněna anténa a věž dosáhla na svoji současnou výšku 337,5 m.
Má dvě patra a nejvyšší patro sahá do výšky 220 metrů, což je nejvyšší patro ze všech německých věží. Na druhém místě co do výšky patra je berlínská Fernsehturm (208 metrů).
Na vrcholu se nachází vyhlídková plošina s panoramatickým výhledem na okolí. Do roku 1999 měla věž restauraci a diskotéky, ale od té doby až doposud je pro veřejnost věž uzavřena.
Jen v době festivalu mrakodrapů je stejně jako 18 dalších výškových domů pro veřejnost otevřena.

## Externí odkazy

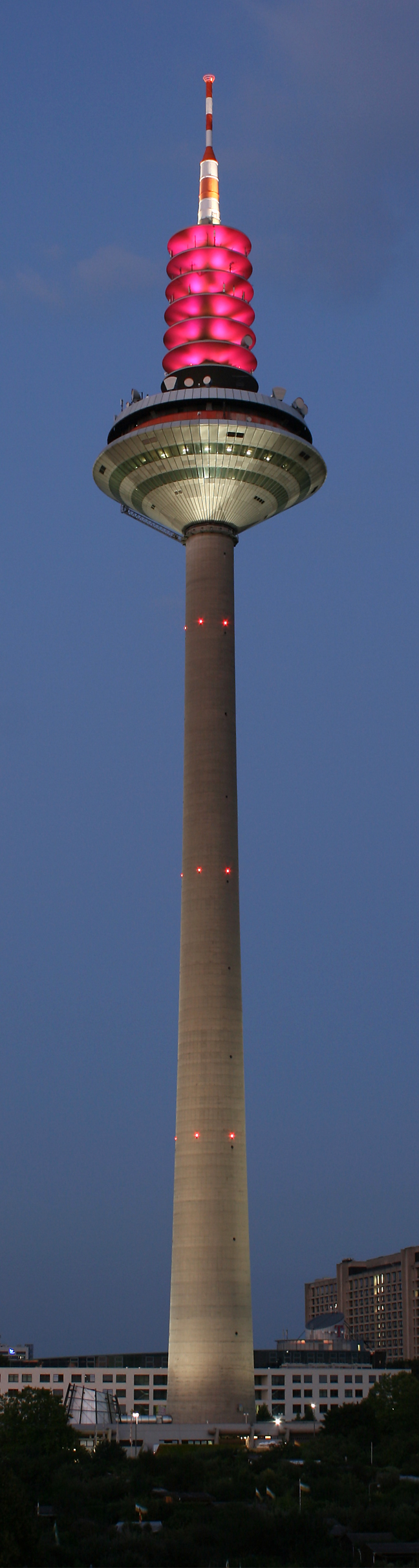
Věž v noci